# Ronaldinho
 Der er flere personer med dette navn, se Ronaldo (flertydig).
Ronaldo de Assis Moreira, bedre kendt som Ronaldinho (født 21. marts 1980 i Porto Alegre) er en brasiliansk tidligere fodboldspiller.
Han blev hurtigt verdenskendt efter skiftet fra franske Paris SG til spanske FC Barcelona. Efter 3 års ophold i den italienske klub AC Milan, blev Ronaldinho solgt i januar 2011, til sit brasilianske Flamengo.
I 2004 og 2005, hvor han spillede i FC Barcelona blev Ronaldinho kåret som verdens bedste fodboldspiller.
Han opnåede 97 kampe og 33 mål for det brasilianske fodboldlandshold.